# Herman Ploegstra
Herman Ploegstra is een personage uit de Nederlandse ziekenhuisserie Medisch Centrum West. De rol werd in seizoen één en in een gedeelte van seizoen twee gespeeld door acteur Joep Sertons.

## Karakterbeschrijving
Herman Ploegstra is de enige broeder op de verpleegafdeling van Medisch Centrum West. Onder leiding van Reini Hermans worden de mensen op de afdeling goed verzorgd. Herman heeft al een tijdje een relatie met collega-zuster Ingrid van der Linden. Ingrid is echter verliefd geworden op assistent-chirurg Jan van de Wouden. Herman voelt zich misbruikt als Ingrid het uitmaakt. Ingrid wordt er gek van als Herman haar blijft lastigvallen. Suzanne Lievegoed heeft begrip voor Herman. De twee bouwen een hechte vriendschap met elkaar op. Ingrid volgt haar hart en krijgt uiteindelijk een relatie met Jan.
Op een gegeven moment komt Evert Smit op de afdeling. Evert is een crimineel die het nodige op zijn kerfstok heeft. De politie heeft een afspraak met het ziekenhuis dat hij uitgeleverd zal worden na zijn operatie. Evert is herstellende van zijn operatie, wanneer hij politie in het ziekenhuis ontdekt. Hij slaat op de vlucht, de politie volgt hem. Evert rent richting de Intensive Care, waar Herman op dat moment met een patiënt bezig is. Evert wordt door ziekenhuispersoneel ten val gebracht en die proberen hem tevergeefs het pistool af te pakken. Herman moet dit met de dood bekopen; hij wordt geraakt door een paar kogels.

## Betrekkingen

### Romantiek
- Ingrid van der Linden 
  (relatie)